# 1508
Năm 1508 là một năm trong lịch Julius.